# Futurist
Futurist – album studyjny niemieckiego muzyka Aleca Empire wydany 28 marca 2005 roku przez Digital Hardcore Recordings. W przeciwieństwie do bardzo elektronicznego poprzedniego albumu Intelligence and Sacrifice, Futurist ma czysto punkowo/metalowe brzmienie. Album promowały dwa single: „Gotta Get Out” i „Kiss of Death”. Nad albumem współpracowała wieloletnia kolaborantka Empire’a, Nic Endo.

## Spis utworów
1. „Kiss of Death” – 3:33
2. „Night of Violence” – 3:31
3. „Overdose” – 3:59
4. „Gotta Get Out” – 3:29
5. „Point of No Return” – 3:36
6. „Vertigo” – 3:03
7. „Make Em Bleed” – 3:13
8. „Hunt You Down” – 3:49
9. „Uproar” – 2:30
10. „In Disguise” – 3:45
11. „Terror Alert: High” – 3:39
12. „XXV3” – 4:06

Wydanie japońskie
1. „On Fire”
2. „Gotta Get Out” (Futurist Instrumental)